# Tirza (biblischer Ort)
Koordinaten: 32° 17′ 14,6″ N, 35° 20′ 16,1″ O
Tirza (hebräisch תרצה, zur Bedeutung siehe Thirza), auch Thirza geschrieben, ist eine antike Stadt nahe Samaria in Zentralpalästina. Sie wird mehrfach in der Bibel erwähnt und wird heute meistens mit der archäologischen Fundstätte Tell el-Fārʿa (Nord) identifiziert.

## Biblische Beschreibung
Laut Bibel wurde Tirza durch Josua eingenommen. Nach der Reichsteilung wurde sie unter Jerobeam I. Hauptstadt des Nordreichs Israel (1 Kön 14,17 ) (1 Kön 15,21–33 ) (1 Kön 16,6 ). Simri zündete die Stadt an, als er von Omri eingeschlossen wurde (1 Kön 16,17ff ). Sechs Jahre später verlagerte Omri die Hauptstadt nach Samaria, das er dort neu gegründet hatte.